# Diecéze Albacete
Diecéze Albacete je římskokatolickou diecézí, nacházející se ve Španělsku.

## Území
Diecéze zahrnuje provincii Albacete, v regionu Kastilie-La Mancha. Biskupský sídlem je město Albacete, kde se také nachází Katedrála sv. Jana Křtitele. Rozkládá se na 193 farností ve 4 vikariátech.
K roku 2012 měla 389 740 věřících, 140 diecézních kněžích, 31 řeholních kněžích, 9 trvalých jáhnů, 39 řeholníků a 312 řeholnic.

## Historie
Diecéze byla založena 2. listopadu 1949 bulou Inter Praecipua papeže Pia XII., z části území diecézí Cartagena, Cuenca a Orihuela. Původně byla sufragánnou arcidiecéze Valencie.
Dne 25. července 1966 se diecéze rozšířila na celou provincii Albacete. Dne 28. července 1994 se stala součástí církevní provincie arcidiecéze Toledo.

## Seznam biskupů
- Arturo Tabera Araoz (1950–1968)
- Ireneo García Alonso (1968–1980)
- Victorio Oliver Domingo (1981–1996)
- Francisco Cases Andreu (1996–2005)
- Ciriaco Benavente Mateos (od 2006)